# Chalmette
Chalmette is een plaats (census-designated place) in de Amerikaanse staat Louisiana, en valt bestuurlijk gezien onder St. Bernard Parish.

## Demografie
Bij de volkstelling in 2000 werd het aantal inwoners vastgesteld op 32.069.

## Geografie
Volgens het United States Census Bureau beslaat de plaats een oppervlakte van
20,6 km², waarvan 19,0 km² land en 1,6 km² water. Chalmette ligt op ongeveer 0 m boven zeeniveau.

## Plaatsen in de nabije omgeving
De onderstaande figuur toont nabijgelegen plaatsen in een straal van 12 km rond Chalmette.